# Rizing Zephyr Fukuoka
Il Rizing Zephyr Fukuoka (ライジングゼファーフクオカ) è una società cestistica avente sede a Fukuoka, in Giappone. Fondata nel 2005, gioca in B.League.

## Storia
Il Rizing Zephyr Fukuoka è una squadra di pallacanestro giapponese fondata a Fukuoka nel 2005. In passato ha partecipato per una stagione in JBL Super League nel 2005 e in Bj league dal 2007 al 2016. Attualmente gioca in B2 League, la seconda serie del campionato giapponese di pallacanestro.

## Palmarès
- B2 League: 1

2017-18
- B3 League: 1

2016-17